# County Ground (Chelmsford)
Der County Ground oder auch Essex Cricket Ground ist ein Cricket-Stadion in der englischen Stadt Chelmsford. Das Stadion dient als Heimstätte des Essex County Cricket Club.

## Geschichte
Essex nutzte zuvor verschiedene Clubs um seine Heimspiele auszutragen und kaufte das Spielfeld im Jahr 1967 um es als County Ground herzurichten. Im Jahr 1982 wurden umfangreiche Renovierungen vorgenommen und im Jahr 2002 wurden erstmals Flutlichter installiert. Beim Cricket World Cup 1983 wurde hier eine Partie und beim Cricket World Cup 1999 zwei Partien ausgetragen.  Den ersten Sponsorenvertrag für den Namen des Stadions wurde 2005 mit Ford geschlossen.
Im Jahr 2013 stellte der Essex CCC Planungen vor, das Stadion umfassend weiterzuentwickeln, unter anderem mit einem neuen Pavillon und Appartementhäusern auf den derzeitigen Parkplätzen. Ziel war es, nachdem das Stadion auf internationaler Ebene vorwiegend bisher nur für Tour Matches oder Frauencricket genutzt wurde, auch internationale Männer-Twenty20-Begegnungen zu ermöglichen. Zur Saison 2020 wurde eine neue Flutlichtanlage installiert. Ursprünglich war geplant, dass in der Saison 2020 Irland ein Heimspiel einer Twenty20-Serie gegen Bangladesch austragen sollte, was jedoch auf Grund der COVID-19-Pandemie nicht zustande kam.

## Kapazität und Infrastruktur
Derzeit hat das Stadion eine Kapazität von 6500 Sitzplätzen. Die beiden Ends heißen River End und Hayes Close End.